# Моле-Антонеллиана
Мо́ле Антонеллиа́на (итал. Mole Antonelliana) — экспериментальное здание высотой в 167,5 метров, возведённое в XIX веке архитектором Алессандро Антонелли в итальянском городе Турине. Самое высокое кирпичное здание в Европе — высота кирпичной части (то есть без учёта башенки, выполненной на металлической основе) около 120 метров.
Подобно парижской Эйфелевой башне, здание со временем стало восприниматься как символ Турина. До 2011 года было высочайшим зданием Италии.
Башня была заложена как главная синагога страны в 1863 году, когда Турин служил столицей всей Италии. Архитектор Антонелли, который только что закончил возведение 120-метрового купола базилики Сан-Гауденцио в провинциальной Новаре, пообещал уложиться в бюджет, составлявший 280 тысяч лир. Однако к 1876 году расходы превысили 620 тысяч лир, а высота всё ещё недостроенного здания по настоянию архитектора была увеличена с 66 до 167,5 метров.
Еврейская община отказалась продолжать финансирование проекта и передала его городским властям, которые и завершили строительство в 1889 году, уже после смерти Антонелли. В 1908 году в здание въехал Музей Рисорджименто, который стал, таким образом, самым высотным музеем в мире.
В 1938 году музей был переведён в палаццо Кариньяно, а его место в 2000 году занял новообразованный Национальный музей кинематографии.
Архитектурный облик здания был искажён 23 мая 1953 года, когда смерч снёс 47-метровый шпиль башни. Реставрационные работы проводились в 1961 году. И по сей день Моле Антонеллиана остаётся самым высоким кирпичным зданием Европы.